# Pitomača
Pitomača (maďarsky Pitomacsa) je sídlo a opčina v Chorvatsku v Viroviticko-podrávské župě. Nachází se asi těsně u hranic s Koprivnicko-križeveckou župou, asi 16 km severozápadně od Virovitice. V roce 2011 žilo v Pitomači 5 712 obyvatel, v celé občině pak 10 465 obyvatel. Přestože v Pitomači žije poměrně vysoký počet obyvatel, nejedná se o město.
Kromě hlavního sídla, Pitomači, se zde nacházejí i vesnice Dinjevac, Grabrovnica, Kladare, Križnica, Mala Črešnjevica, Otrovanec, Sedlarica, Stari Gradac, Starogradački Marof, Turnašica a Velika Črešnjevica.